# Шарапова, Мария Юрьевна
Мари́я Ю́рьевна Шара́пова (род. 19 апреля 1987[…], Нягань, РСФСР, СССР[…]) — российская теннисистка.
Экс-первая ракетка мира, победительница пяти турниров Большого шлема в одиночном разряде в 2004—2014 годах, одна из десяти женщин в истории — обладательниц «Карьерного шлема» (выиграла все турниры Большого шлема, но в разные годы), одна из лидеров по рекламным заработкам среди спортсменов мира. В 2005 году удостоена звания Заслуженный мастер спорта России, в 2012 году — награждена двумя медалями «За заслуги перед Отечеством» за высокие достижения в области физической культуры и спорта. Член Международного зала теннисной славы с 2025 года.
Достижения:
- Победительница 39 турниров WTA (36 — в одиночном разряде).
- Победительница Уимблдона-2004, US Open-2006, Australian Open-2008, Ролан Гаррос-2012, Ролан Гаррос-2014 в одиночном разряде.
- Победительница Итогового чемпионата WTA (2004) в одиночном разряде.
- Обладательница Кубка Федерации (2008) и финалистка (2015).
- Серебряный призёр Олимпийских игр 2012 года в одиночном разряде[10].
- Финалистка двух юниорских турниров Большого шлема (Открытый чемпионат Австралии, Уимблдон-2002) в одиночном разряде.

26 февраля 2020 года объявила о завершении спортивной карьеры.

## Ранние годы. Семья
Родители родом из Гомеля (Белорусская ССР). За несколько месяцев до рождения дочери они переехали в Сибирь из-за неблагоприятной экологической обстановки, сложившейся по причине аварии на Чернобыльской АЭС. Бабушка по отцу — Галина Демьяновна Шарапова живёт в Гомеле. Бабушка по материнской линии — Тамара Дмитриевна Помятинская живёт в Сочи. Отец — Юрий Викторович Шарапов — тренер по теннису, заслуженный тренер России, мать — Елена Петровна. Родители развелись.
Мария Шарапова начала заниматься теннисом в 4 года, к тому времени семья жила в Сочи. Отец дружил с Александром Кафельниковым, отцом Евгения Кафельникова, и Кафельников подарил ей первую ракетку. В октябре 1993 года Шарапова сыграла с Мартиной Навратиловой, когда та давала показательный урок тенниса в Москве. Навратилова, увидев талант Шараповой, посоветовала отцу отдать её в американскую теннисную академию Ника Боллетьери в Брейдентоне. Отец последовал совету и в 1995 году переехал с дочерью в США. Прежде чем подписать контракт с IMG, Шарапова тренировалась с Риком Маччи в его академии.
В 1995 году Шараповой предложила сотрудничать компания International Management Group. Между сторонами был подписан контракт, по которому IMG оплачивала обучение Шараповой в академии Ника Боллетьери (35 000 $ в год)..

## Спортивная карьера

### Начало карьеры (победа на Уимблдоне)
Мария Шарапова впервые выступила на соревнованиях в ноябре 2000 года, когда она победила на Eddie Herr International Junior Tennis Championships для девушек 16 лет, когда Шараповой в то время было лишь 13 лет, за что ей вручили особую награду Rising Star Award, которую получают самые перспективные теннисистки.
Первый раз на турнирах из цикла ITF Мария Шарапова выступила в апреле 2001 года в возрасте 14 лет. В январе 2002 года Мария Шарапова вышла в финал юниорского Открытого чемпионата Австралии, где проиграла чешке Барборе Стрыцовой. В марте того же года Мария Шарапова дебютирует в WTA-туре, сыграв на турнире 1-й категории в Индиан-Уэллсе. Пройдя в стадию второго раунда, Мария Шарапова встретилась с теннисисткой из топ-10 Моникой Селеш и уступила ей в двух сетах. В апреле россиянка победила на турнире цикла ITF в Японии с минимальным для таких турниров призовым фондом 10 000 долларов. Летом Мария Шарапова вышла в финал юниорского розыгрыша Уимблдонского турнира и проиграла своей соотечественнице Вере Душевиной. В августе и сентябре 2002 года Мария Шарапова выиграла два титула на 25-тысячниках ITF.
В январе 2003 года Шарапова дебютирует на взрослых соревнованиях серии Большого шлема, выступив на Открытом чемпионате Австралии, куда Мария Шарапова попала через квалификационный отбор. В первом же раунде она проиграла чешке Кларе Коукаловой. В мае того же года Мария Шарапова выиграла 25-тысячник ITF в США. Затем ей удалось, благодаря победе в квалификации, попасть на Открытый чемпионат Франции, где Мария Шарапова, как и в Австралии, не смогла преодолеть первый раунд, проиграв Маги Серне. В начале июня Мария Шарапова удачно выступила на турнире в Бирмингеме, который проводился на траве. По ходу соревнований Шарапова обыграла трёх сеяных теннисисток, в том числе и первую на турнире Елену Дементьеву, и вышла в полуфинал. Этот результат позволил россиянке впервые войти в первую сотню мирового женского рейтинга. На Уимблдоне Мария Шарапова смогла пройти в четвёртый раунд и победить двух сеяных теннисисток: Елену Бовину (№ 21 посева) и Елену Докич (№ 11). В борьбе за выход в четвертьфинал Мария Шарапова проиграла ещё одной россиянке Светлане Кузнецовой в трёх сетах.
На дебютном в основе Открытом чемпионате США 2003 года Мария Шарапова выходит во второй раунд, но проигрывает там француженке Эмили Луа. В сентябре Мария Шарапова вышла в четвертьфинал на турнире в Шанхае. В начале октября Марии Шараповой удалось завоевать дебютный трофей WTA сразу в одиночном и парном разрядах на турнире в Токио. В одиночках Мария в финале переиграла венгерку Анико Капрош со счётом 2:6, 6:2, 7:6(5), а в парном разряде разделила успех с партнёршей по выступлению на турнире Тамарин Танасугарн. После соревнований в Токио Шарапова входит уже в топ-50 мирового рейтинга. Через три недели после Токио Мария Шарапова выступила на турнире в Люксембурге, где прошла в полуфинал и выиграла парный приз вновь в альянсе с Танасугарн. Серия удачных выступлений продолжилась через неделю на турнире в Квебеке, где Мария Шарапова завоевала главный приз. В финале из-за отказа соперницы от продолжения борьбы во втором сете она обыграла Милагрос Секеру из Венесуэлы. Итогом сезона 2003 года для Марии Шараповой стало 32-е место в рейтинге. Также за свой успешный сезон Мария Шарапова была отмечена Наградой WTA как лучший «Новичок года».
На старте сезона 2004 года Мария сыграла на Открытом чемпионате Австралии, где прошла в стадию третьего раунда. Путь дальше ей преградила № 7 в мире на тот момент Анастасия Мыскина. В феврале на зальном турнире в Мемфисе Мария Шарапова выходит в полуфинал одиночных соревнований, а в парных совместно с Верой Звонарёвой смогла дойти до финала. В мае на Ролан Гаррос россиянка впервые вышла в четвертьфинал Большого шлема. Перейдя в июне на траву, Мария Шарапова смогла сделать победный дубль на турнире в Бирмингеме. В одиночном финале Мария переиграла Татьяну Головин — 4:6, 6:2, 6:1, а добиться парного титула ей помогла партнёрша Мария Кириленко. Главного достижения начального отрезка своей карьеры 17-летняя Шарапова достигает на Уимблдонском турнире. 3 июля 2004 года Мария выиграла первый Большой шлем. Она неожиданно для многих обыграла в финале женских одиночных соревнований двукратную победительницу этого турнира, американку Серену Уильямс. Так Мария Шарапова стала первой россиянкой, выигравшей Уимблдонский турнир. Эта победа позволила Марии Шараповой стать 8-й ракеткой мира.
После триумфального Уимблдона Шарапова вышла на корт в конце июля на турнире в Сан-Диего, где дошла до 1/4 финала. На Открытом чемпионате США выбыла в третьем раунде, уступив французской теннисистке Мари Пьерс. В сентябре на турнире в Пекине прошла в полуфинал. Через неделю выиграла пятый в карьере титул WTA на открытом чемпионате Кореи в Сеуле. В решающем матче Шарапова разгромила Марту Домаховску 6:1, 6:1. Ещё через неделю она стала победительницей турнира в Токио, где в финале обыграла американку Машону Вашингтон 6:0, 6:1. В конце октября она сыграла в финале турнира 1-й категории в Цюрихе, но впервые проиграла в финале WTA — Алисии Молик 6:4, 2:6, 3:6. В начале ноября вышла в полуфинал турнира в Филадельфии. В конце сезона 2004 года первой из россиянок выиграла итоговый чемпионат WTA. На групповом этапе Шарапова нанесла поражение соотечественницам Вере Звонарёвой и Светлане Кузнецовой и проиграла француженке Амели Моресмо. В полуфинале обыграла ещё одну россиянку Анастасию Мыскину, в финале обыграла Серену Уильямс. На момент начала 2017 года эта победа над Сереной стала для россиянки второй и последней в карьере. По итогам 2004 года Шарапова заняла 4-ю строчку в женской классификации.

### 2005—2007. Победа в США и № 1 в мире
В начале 2005 года Шарапова удачно выступила на Открытом чемпионате Австралии, где в полуфинале проиграла в напряжённом матче Серене Уильямс (6:2, 5:7, 6:7). Затем выиграла титул на турнире 1-й категории в Токио, переиграв в финале первую ракетку мира Линдсей Дэвенпорт 6:1, 3:6, 7:6(5). В конце февраля стала чемпионкой турнира в Дохе, выиграв в финале у Алисии Молик 4:6, 6:1, 6:4. В марте вышла в полуфинал в Индиан-Уэллсе, где проиграла Дэвенпорт. Затем — в финал в Майами, обыграв в решающих стадиях Жюстин Энен-Арденн и Винус Уильямс и проиграв в финале Ким Клейстерс 3:6, 5:7. После турнира Шарапова стала второй ракеткой мира. В грунтовой части сезона вышла в четвертьфинал в Берлине и полуфинал в Риме. На кортах Ролан Гаррос Мария Шарапова смогла дойти до 1/4 финала, где проиграла Жюстин Энен-Арденн.
В июне 2005 года защитила титул на турнире в Бирмингеме, где в финале обыграла Елену Янкович. На Уимблдонском турнире в полуфинале проиграла Винус Уильямс. Между Уимблдоном и Открытым чемпионатом США Шарапова сыграла лишь на одном турнире в Лос-Анджелесе, где вышла в четвертьфинал. На US Open в полуфинале проиграла Ким Клейстерс. Рейтинговые очки, завоёванные в США, позволили Шараповой впервые в карьере возглавить рейтинг теннисисток, отобрав это звание у Линдсей Дэвенпорт. Осенью Шарапова сыграла в Пекине, где вышла в полуфинал, и в Москве, где её результатом стал четвертьфинал. Пропустив большую часть октября, она лишилась звания первой в мире. На итоговом турнире вышла из подгруппы в полуфинал, где проиграла Амели Моресмо. По итогам 2005 года Шарапова второй сезон подряд заняла 4-е место рейтинга.
На Открытом чемпионате Австралии 2006 Шарапова дошла до полуфинала, где проиграла Энен-Арденн. В феврале вышла в полуфинал в Токио и сыграла в финале в Дубае, где вновь уступила Энен-Арденн (5:7, 2:6). В марте победила в Индиан-Уэллсе, в финале обыграв Елену Дементьеву 6:1, 6:2. На следующем турнире 1-й категории Шарапова вышла в финал, где уступила Светлане Кузнецовой 4:6, 3:6. Затем пропустила серию подготовительных грунтовых турниров перед Открытым чемпионатом Франции, где проиграла на стадии четвёртого раунда Динаре Сафиной. В июне в Бирмингеме, где Шарапова побеждала два последних года, дошла только до полуфинала. В полуфинале Уимблдона проиграла Амели Моресмо.
В августе 2006 года был завоёван 12-й титул в карьере — в Сан-Диего; в финале была обыграна Ким Клейстерс 7:5, 7:5. На следующем турнире в Лос-Анджелесе Шарапова вышла в полуфинал. На Открытом чемпионате США в полуфинале и финале одержала победы над первой и второй ракетками мира Моресмо и Энен-Арденн соответственно и стала второй россиянкой, выигравшей US Open (в 2004 году на турнире первенствовала Светлана Кузнецова).
Взяв после успеха в США паузу, следующий раз Шарапова вышла на корт в середине октября на турнире в Москве, где прошла в четвертьфинал. Через неделю победила на турнире 1-й категории в Цюрихе, где в финале обыграла словачку Даниэлу Гантухову 6:1, 4:6, 6:3). Второй титул подряд завоевала в конце октября на турнире в Линце, обыграв в финале соотечественницу Надежду Петрову 7:5, 6:2. На итоговом турнире выиграла все три матча в своей группе у Елены Дементьевой, Ким Клейстерс и Светланы Кузнецовой, однако в полуфинале проиграла Жюстин Энен-Арденн. 2006 год завершила на втором месте в мировом рейтинге.
2007 год начался для Шараповой с выхода в финал Открытого чемпионата Австралии, где она уступила Серене Уильямс (1:6, 2:6), но после турнира вновь поднялась на первую строчку в мире.
В феврале 2007 года на турнире в Токио Шарапова вышла в полуфинал. В марте она оба раза проиграла на стадии четвёртого раунда на турнирах в Индиан-Уэллсе и Майами и упустила первую строчку рейтинга. Весной в грунтовой части сезона сыграла перед Ролан Гаррос только на одном турнире в Стамбуле, где вышла в полуфинал. На Открытом чемпионате Франции достигла лучшего результата на тот момент этом турнире, дойдя до стадии полуфинала, где уступила сербской теннисистке Ане Иванович. Перейдя в июне на траву, Шарапова вышла в финал турнира в Бирмингеме, где проиграла ещё одной сербской теннисистке Елене Янкович 6:4, 3:6, 5:7). На Уимблдонском турнире в четвёртом раунде проиграла Винус Уильмс. Единственная победа на турнирах WTA этого года пришлась на турнир в Сан-Диего в начале августа, где в финале была обыграна Патти Шнидер 6:2, 3:6, 6:0. Затем Шарапова вышла в полуфинал в Лос-Анджелесе, но не вышла на поединок и снялась с соревнований. Следующим турниром для неё стал Открытый чемпионат США, где в третьем раунде проиграла представительнице Польши Агнешке Радваньской. На итоговом чемпионате Мария Шарапова добилась лучшего результата на этом турнире, начиная с 2004 года — вышла в финал, где уступила Энен — 7:5, 5:7, 3:6. Результатом сезона для Марии Шараповой стало пятое место в таблице рейтинга.

### 2008—2010. Титул в Австралии и травмы
Начало сезона 2008 года ознаменовалось для Шараповой победой на Открытом чемпионате Австралии. По ходу турнира она не отдала соперницам ни одного сета, и в финале одержала победу над Аной Иванович.
В начале февраля 2008 года дебютировала в составе сборной России в розыгрыше Кубка Федерации и помогла команде попасть в полуфинал, выиграв два матча в противостоянии против команды Израиля. Победная серия продолжилась на турнире в Дохе, где Шарапова в финале одолела Веру Звонареву 6:1, 2:6, 6:0). Серию побед из 18 матчей прервала Светлана Кузнецова на турнире в Индиан-Уэллсе на стадии полуфинала. В апреле была одержана победа на турнире в Амелиа-Айленде, которая стала для Шараповой первой на грунтовом покрытии. В финале была обыграна словачка Доминика Цибулкова 7:6(7), 6:3. Затем Шарапова вышла в четвертьфинал в Чарлстоне и полуфинал в Риме. На Открытом чемпионате Франции проиграла в четвёртом раунде Динаре Сафиной. На Уимблдоне неожиданно проиграла во втором раунде ещё одной россиянке Алле Кудрявцевой. С августа 2008 по март 2009 года из-за травмы плеча (в итоге привёдшей к хирургической операции) Шарапова не появлялась на кортах.
Пробное возвращение произошло в марте 2009 года на турнире в Индиан-Уэллсе, где Шарапова сыграла один матч парного разряда вместе с Еленой Весниной. Однако на своём следующем турнире Шарапова сыграла только в середине мая — в Варшаве, где дошла до 1/4 финала, уступив Алёне Бондаренко из Украины. На открытом чемпионате Франции Шарапова вышла в четвертьфинал, где уступила Цибулковой. В июне на траве в Бирмингеме вышла в полуфинал, а на Уимблдоне проиграла уже во втором раунде Хиселе Дулко. Через месяц Шарапова вышла в 1/4 финала в Станфорде. В августе она вышла в полуфинал в Лос-Анджелесе, а затем в финал в Торонто, где проиграла Елене Дементьевой 4:6, 3:6. На Открытом чемпионате США она проиграла на стадии третьего раунда американке Мелани Уден. 3 октября 2009 года в Токио выиграла свой первый турнир после перерыва из-за травмы. В решающем матче её соперница Елена Янкович отказалась от продолжения борьбы в первом сете при счёте 5:2 в пользу Шараповой. Этот трофей стал для неё 20-м на турнирах WTA. В результате Шарапова стала первой в истории премьер-турниров WTA несеяной теннисисткой, попавшей сразу во второй круг следующего турнира — Открытого чемпионата Китая по теннису. По итогам сезона после травмы заняла 14-е место.
На Австралийском чемпионате 2010 года Шарапова уже на старте проиграла соотечественнице Марии Кириленко. В феврале стала чемпионкой турнира в Мемфисе, где в финале обыграла Софию Арвидссон 6:2, 6:1. В мае победила в Страсбурге, переиграв в решающей встрече немку Кристину Барруа 7:5, 6:1. На Ролан Гаррос уже в третьем раунде Шарапова проиграла Энен. В июне традиционно приняла участие на турнире в Бирмингеме, где вышла в финал, проиграв китаянке Ли На 5:7, 1:6. На Уимблдоне уже в четвёртом раунде Шарапова проиграла лидеру мирового тенниса Серене Уильмс в двух сетах. В начале августа сыграла в финале хардового турнира в Станфорде, где её обыграла Виктория Азаренко 6:4, 6:1. Через две недели Шарапова в финале на турнире в Цинциннати в трёхсетовом матче — 6:2, 6:7(4), 2:6 — потерпела поражение от Ким Клейстерс). На Открытом чемпионате США выбыла в четвёртом раунде, уступив датчанке Каролине Возняцки. Второй сезон подряд Шарапова завершила за пределами топ-10, заняв 18-ю строчку.

### 2011—2013. Карьерный Большой шлем, серебро Олимпиады и возвращение на вершину
Перед Открытым чемпионатом Австралии 2011 года Шарапова выступила на турнире в Окленде, где вышла в четвертьфинал. На первом в сезоне Большом шлеме вышла в четвёртый раунд, в котором уступила молодой немецкой теннисистке Андреа Петкович 2:6, 3:6. В начале февраля Шарапова сыграла один матч за сборную России в розыгрыше кубка Федерации против представительницы Франции Виржини Раззано и проиграла его. Затем после небольшого перерыва (снявшись с февральского турнира в Париже) Шарапова успешно выступила на крупных турнирах американской серии — в Индиан-Уэллсе она добралась до полуфинала, проиграв первой ракете мира Каролине Возняцки 1:6, 2:6, а в Майами вышла в финал, где уступила набравшей хорошую форму Виктории Азаренко 1:6, 4:6. Эти результаты позволили Шараповой вернуть себе место в первой десятке мирового женского рейтинга.
Перейдя на грунт, Шарапова добилась большого успеха в мае на турнире в Риме. Обыграв по ходу соревнований Азаренко и Возняцки, в финале нанесла поражение 6-й сеяной австралийке Саманте Стосур 6:2, 6:4. На кортах Ролан Гаррос второй раз за свою карьеру достигла полуфинала, проиграв лишь будущей победительнице турнира китайской теннисистке Ли На (4:6, 5:7). На Уимблдоне впервые с 2004 года она выступила в финале, где проиграла чешской теннисистке Петре Квитовой.
Хорошо начать хардовую летнюю часть сезона Шарапова не смогла — во втором круге Стэнфордского турнира она проиграла Серене Уильямс. На турнире в Торонто проиграла в 1/8 финала Галине Воскобоевой (3:6, 5:7). В августе завоевала свой второй за год титул — на турнире в Цинциннати, на пути к финалу пройдя Светлану Кузнецову, Саманту Стосур и 2-ю ракетку Веру Звонарёву, а затем в упорном финальном матче одолев Елену Янкович (4:6, 7:6(3), 6:3). На открытом чемпионате США дошла лишь до третьего круга, где в трёх сетах проиграла итальянке Флавии Пеннетте. Осенью Шарапова сыграла только на двух турнирах. В конце сентября в Токио в четвертьфинальном матче против Петры Квитовой получила травму и снялась с соревнований. В конце октября выступила на итоговом турнире в Стамбуле, куда попала благодаря удачным выступлениям в 2011 году, и провела лишь два матча — против Ли На и Саманты Стосур — и оба проиграла, после чего снялась из-за полученной ещё в Токио травмы. По итогам года Шарапова вошла в пятёрку рейтинга WTA: на конец года занимала четвёртую строчку.
2012 год начала с выступления на Открытом чемпионате Австралии, где в финале уступила Виктории Азаренко (3:6, 0:6), после чего поднялась на третью строчку рейтинга.
В составе сборной России Шарапова сыграла в 1/8 финала Кубка Федерации, который проходил в Московском дворце спорта «Олимпийский» на харде. Приняла участие в одной встрече и победила испанку Сильвию Солер-Эспиносу. В феврале играла на турнире в Париже, где уступила в 1/4 финала будущей победительнице немке Анжелике Кербер. В марте дошла до финалов турниров серии Премьер в Индиан-Уэллсе и Майами, где уступила Виктории Азаренко 2:6, 3:6 и Агнешке Радваньской 5:7, 4:6. Грунтовый сезон начала с турнира Штутгарте, на котором завоевала 25-й в карьере титул WTA. В финале впервые за последнее время переиграла Викторию Азаренко 6:1, 6:4. На синем грунте турнира в Мадриде дошла до четвертьфинала, где проиграла 1:6, 3:6 будущей чемпионке Серене Уильямс. Как и в прошлом году, победила на крупном грунтовом турнире серии Премьер в Риме, обыграв в финале Ли На 4:6, 6:4, 7:6(5). Матч запомнился сильными спадами и камбеками с обеих сторон. По ходу игры Шарапова проигрывала 4:6, 0:4 во второй партии, но затем выиграла шесть геймов подряд и выиграла второй сет. В третьем вела 4:1, но Ли На перевела его в тай-брейк. При счёте 6:6 начался дождь, и матч был прерван. Двухчасовой перерыв пошёл на пользу Шараповой, и на тай-брейке она выиграла. Следующим турниром Шараповой стал открытый чемпионат Франции, где она завоевала титул, уступив на пути к финалу лишь один сет (Кларе Закопаловой в 3-м круге); в финале обыграла итальянку Сару Эррани 6:3, 6:2. Выход в финал позволил Шараповой занять 1-е место в рейтинге WTA. Победив на Ролан Гаррос-2012, Шарапова смогла собрать «карьерный шлем» (победа на всех четырёх турнирах Большого шлема в разные годы), что удалось сделать лишь шести теннисисткам в Открытой эре.
На Уимблдонском турнире 2012 года Шарапова проиграла в четвёртом круге Сабине Лисицки 4:6, 3:6 и опустилась на третью строчку рейтинга WTA. Следующее выступление Шараповой было на ХХХ Олимпийских играх в Лондоне, где она в финале проиграла Серене Уильямс 0:6, 1:6, став таким образом серебряной медалисткой.
Из-за желудочно-кишечной инфекции Шарапова была вынуждена пропустить два премьер-турнира: в Монреале и в Цинциннати; из-за отказа от участия в последнем ей не удалось защитить прошлогодний титул. На Открытом чемпионате США дошла до стадии полуфинала, где в упорной борьбе уступила Азаренко 6:3, 2:6, 4:6. Тем не менее, по итогам турнира Шарапова вернула себе вторую строчку мирового рейтинга. В сентябре на турнире в Токио прошла только в четвертьфинал. В начале октября вновь сразилась с Азаренко в финале турнира в Пекине и вновь проиграла 3:6, 1:6. На итоговом турнире в Стамбуле переиграла Сару Эррани, Агнешку Радваньскую, Саманту Стосур и в полуфинале первую в мире Викторию Азаренко. В финале уступила Серене Уильямс 4:6, 3:6. По итогам сезона сохранила второе место в женской классификации.
2013 год начался для Шараповой с выхода в полуфинал открытого чемпионата Австралии, где она проиграла Ли На 2:6, 2:6. На следующем турнире в катарской Дохе проиграла в полуфинале Серене Уильямс 3:6, 2:6. Следующие три турнира Шарапова провела сильнее, каждый раз выходя в финал. Сначала была победа в Индиан-Уэллсе (17 марта в финале была одержана победа над Каролиной Возняцки — 6:2, 6:2). На турнире в Майами прошла Сару Эррани и Елену Янкович, а в финале вновь встретилась с лидером рейтинга WTA Сереной Уильямс. После счёта 6:4, 3:2 атакующая игра Шараповой дала сбой, Уильямс перехватила инициативу и не отдала больше ни одного гейма, победив со счётом 4:6, 6:3, 6:0. В апреле на грунтовом турнире в Штутгарте Шарапова в финале взяла реванш (6:4, 6:3) у Ли На за поражение в Австралии. На следующем турнире в Мадриде дошла до финала, где вновь уступила Серене Уильямс 1:6, 4:6. В Риме вышла в четвертьфинал, но снялась с соревнований.
6 июня в полуфинале Открытого чемпионата Франции Шарапова впервые в 2013 году встретилась с Викторией Азаренко. Проиграв первый гейм, уверенно выиграла первую партию 6:1. В конце второго сета начался дождь, но игра не была прервана. Азаренко выиграла четыре гейма подряд и взяла сет со счётом 6:2. После получасового перерыва, связанного с непогодой, Азаренко снизила активность, что позволило Шараповой одержать победу 6:1, 2:6, 6:4. Таким образом Шарапова во второй раз подряд вышла в финал «Ролан Гаррос», где в очередной раз сразилась с Сереной Уильямс и проиграла ей 4:6, 4:6.
На Уимблдоне Шарапова сенсационно уступила уже во втором круге 131-й ракетке мира португалке Мишель Ларшер де Бриту 3:6, 4:6. Тем не менее, она по итогам турнира вновь поднялась на вторую строчку мирового рейтинга. Через некоторое время Шарапова по личным причинам прекратила многолетнее сотрудничество с Томасом Хогстедтом и начала работу с Джимми Коннорсом. Полученная на Уимблдоне травма бедра не позволила сыграть на турнирах в Станфорде и Торонто (из-за чего Шарапова уступила вторую строчку мирового рейтинга Виктории Азаренко). Первый матч под руководством Коннорса провела 14 августа на турнире в Цинциннати, где уже на старте уступила американке Слоан Стивенс. Сразу после поражения Шарапова прекратила сотрудничество с Коннорсом. Тренером стал отец Юрий Шарапов, который тренировал её в начале карьеры. Тем не менее, травма правого плеча заставила Шарапову отказаться от участия в Открытом чемпионате США, а затем стало известно, что она пропустит остаток сезона, включая итоговый турнир WTA. 21 ноября Шарапова объявила о начале сотрудничества с тренером Свеном Грёнефельдом.

### 2014—2016. Второй титул на Ролан Гаррос и дисквалификация
В 2014 году Шарапова стартовала на турнире в Брисбене, где дошла до полуфинала, уступив в нём в двух сетах победительнице турнира — Серене Уильямс. На Открытом чемпионате Австралии, будучи посеянной под 3-м номером, Шарапова проиграла в четвёртом раунде теннисистке из Словакии Доминике Цибулковой. На следующем турнире в Париже дошла до полуфинала, где проиграла российской теннисистке Анастасии Павлюченковой. Выступление в Индиан-Уэллсе сложилось у Шараповой неудачно, она проиграла уже в 3-м круге Камиле Джорджи. На турнире в Майами одержала верх над Петрой Квитовой, а в полуфинале вновь встретилась с лидером рейтинга WTA Сереной Уильямс. Шарапова постоянно делала брейки в начале партии, но Уильямс удавалось сразу же их отыгрывать и брать подачу соперницы и в итоге победить со счётом 6:4, 6:3. 27 апреля Шарапова в третий раз подряд выиграла турнир в Штутгарте, победив в финале Ану Иванович 3:6, 6:4, 6:1. Это была 30-я победа Шараповой на турнирах WTA. На следующем грунтовом турнире Шарапова снова одержала победу — 11 мая был выигран турнир в Мадриде (впервые в карьере). В финале была обыграна Симона Халеп 1:6, 6:2, 6:3). На турнире в Риме Шарапова проиграла в 3-м круге Ане Иванович.
7 июня 2014 года в финале Открытого чемпионата Франции Шарапова снова обыграла Халеп со счётом 6:4, 6:7(5), 6:4 и во второй раз в карьере стала чемпионкой «Ролан Гаррос», выиграв пятый турнир «Большого шлема». Решающим в матче стал момент, когда при счёте 4:4 в третьем сете линейный арбитр зафиксировал аут, а мяч едва зацепил заднюю линию, и главный арбитр присудил очко Шараповой; после этого Халеп не смогла выиграть ни одного мяча. Шарапова последовательно победила на турнире Саманту Стосур, Гарбинье Мугурусу и Эжени Бушар — всех в трёх сетах, проиграв первый. Становится пятой ракеткой мира и лидером чемпионской гонки. Также стала двенадцатой теннисисткой в Открытой эре, выигравшей как минимум пять турниров Большого шлема.
На Уимблдонском турнире Шарапова третий год подряд вылетела на первой неделе турнира. На этот раз она проиграла в четвёртом раунде Анжелике Кербер. Лучшим достижением в августе для россиянки стал выход в полуфинал турнира в Цинциннати. На Открытом чемпионате США она также не преодолела стадию четвёртого раунда, проиграв Каролине Возняцки. В Пекине 5 октября в финале соревнований победила Петру Квитову 6:4, 2:6, 6:3. На итоговом турнире выиграла один матч у Радваньской и проиграла два: Квитовой и Возняцки и не преодолела групповой этап. Сезон завершила в ранге второй ракетки мира.
Уже на первом в 2015 году турнире взяла титул. 10 января в Брисбене обыграла Ану Иванович 6:7(4), 6:3, 6:3 и выиграла 34-й титул в одиночном разряде. Благодаря этой победе, Шарапова продлила серию, по ходу которой она выигрывала хотя бы один титул в год, до 13 сезонов. На Открытом чемпионате Австралии проиграла в финале Серене Уильямс 3:6, 6:7(5).
В начале февраля Шарапова помогла сборной России победить в первом раунде кубка Федерации сборную Польши (она выиграла оба своих матча против Агнешки и Уршули Радваньских). В Акапулько прошла в полуфинал, но затем снялась с соревнований. В марте в Индиан-Уэллсе выбыла на стадии четвёртого раунда, а в Майами уже во втором. Также на старте она проиграла и на турнире в Штутгарте, которым открыла в апреле грунтовую часть сезона. На турнире в Мадриде вышла в полуфинал, где проиграла Светлане Кузнецовой. 17 мая Шарапова стала победительницей турнира в Риме, одолев в финале испанскую теннисистку Карлу Суарес Наварро 4:6, 7:5, 6:1. Это был третий титул Шараповой на итальянском грунте и 35-й на основных турнирах ассоциации. На Открытом чемпионате Франции не сумела защитить прошлогодний титул, проиграв в четвёртом раунде чешке Луции Шафаржовой 6:7(3), 4:6. После этого поражения Шарапова опустилась на 4-е место в рейтинге WTA.
На Уимблдонском турнире дошла до полуфинала, где уступила первой ракетке мира Серене Уильямс 2:6, 4:6. Из-за травмы правой ноги пропустила большую часть второй половины сезона, в том числе и Открытый чемпионат США, а также всю азиатскую серию. Сыграла лишь один матч в Ухане, где снялась с турнира, играя с чешкой Барборой Стрыцовой и ведя в счёте 7:6(1), 6:7(4), 2:1. На итоговом турнире в Сингапуре вышла в полуфинал с первого места в группе, одержав три победы — над Агнешкой Радваньской (4:6, 6:3, 6:4), Симоной Халеп (6:4, 6:4) и Флавией Пеннеттой (7:5, 6:1). В полуфинале Шарапова проиграла Петре Квитовой 3:6, 6:7. Последним турниром в 2015 году для Шараповой стал финал Кубка Федерации в Праге, где сборная России встречалась со сборной Чехии. Она выиграла оба одиночных матча: у Петры Квитовой — 3:6, 6:4, 6:2 и у Каролины Плишковой — 6:3, 6:4, что не помешало чешкам выиграть у россиянок с общим счётом 3:2.
Шарапова планировала начать сезон-2016 на турнире в Брисбене, но из-за травмы снялась с соревнований. На открытом чемпионате Австралии дошла до четвертьфинала (обыграв по ходу турнира Нао Хибино, Александру Саснович, Лорен Девис и Белинду Бенчич), где уже в 18-й раз подряд уступила Серене Уильямс (4:6, 1:6). Выступление в Австралии стало последним в 2016 году для россиянки.
7 марта 2016 года Шарапова на экстренной пресс-конференции объявила о применении допинга, а именно запрещённого с 1 января 2016 препарата мельдония, который содержался в принимаемом ею уже 10 лет препарате милдронате. Положительный результат дала допинг-проба, которая была взята 26 января в Мельбурне. По заявлению самой Шараповой, препарат применялся исключительно в терапевтических целях. Решением антидопингового комитета Международной федерации тенниса принятого 8 июня 2016 года, она была дисквалифицирована на два года. После апелляции, поданной Шараповой, срок был сокращён до 15 месяцев, что позволяло вернуться на корт 26 апреля 2017 года, так как суд признал, что Шарапова принимала мельдоний непреднамеренно, не для улучшения результатов. В октябре 2016 года Мария была исключена из рейтинга WTA.

### 2017—2020. Возвращение и завершение карьеры
26 апреля 2017 года Шарапова, после окончания дисквалификации, впервые приняла участие в турнире WTA Porsche Tennis Grand Prix в Штутгарте, где ей была предоставлена wild card. Она вышла в полуфинал турнира, обыграв итальянку Роберту Винчи (7:5, 6:3), соотечественницу Екатерину Макарову (7:5, 6:1) и эстонку Анетт Контавейт (6:3, 6:4). В полуфинале уступила француженке Кристине Младенович (6:3, 5:7, 4:6).
Затем Мария Шарапова участвовала в двух грунтовых турнирах: в Мадриде и Риме — организаторы этих турниров предоставили россиянке wild card. На турнире в Мадриде Шарапова уступила во втором круге Эжени Бушар (5:7, 6:2, 4:6), в Риме снялась с турнира по ходу матча второго круга с Мирьяной Лючич-Барони при счёте 4:6, 6:3, 2:1 в свою пользу из-за повреждения бедра. Шарапова планировала принять участие на Roland Garros 2017, однако организаторы турнира отказались предоставить ей wild-card. Далее Шарапова собиралась приехать на травяные турниры: в Бирмингем, где ей предоставили специальное приглашение, и на квалификацию Wimbledon 2017 (Шарапова отказалась просить wild-card на турнир) — но из-за повреждения бедра, полученного в Риме, была вынуждена пропустить весь травяной сезон.
Следующими по расписанию были турниры американской серии на харде: Стэнфорд, Торонто и Цинциннати — Шарапова получила wild-card на эти турниры. На турнире в Стэнфорде в первом круге победила Дженнифер Бреди 6:1, 4:6, 6:0, а затем снялась с турнира перед матчем с Лесей Цуренко из-за травмы левой руки. Затем Шарапова снялась с турниров в Торонто и Цинциннати.
Организаторы US Open предоставили Шараповой wild card. При выдаче, по заявлению организаторов, не учитывалась дисквалификация. Решение организаторов избавило её от необходимости проходить отборочные соревнования. Шарапова выступала на турнире в платьях от Nike и бывшего креативного директора Givenchy Риккардо Тиши чёрного и бежевого цветов с кружевными вставками и кристаллами Сваровски.
В первом круге турнира Шараповой противостояла вторая ракетка мира Симона Халеп. Напряжённый матч, длившийся 2 часа 42 минуты, закончился победой россиянки со счётом 6:4, 4:6, 6:3. Таким образом, счёт личных встреч стал 7-0 в пользу Шараповой. Она впервые с октября 2015 года обыграла теннисистку из топ-5 рейтинга WTA. Во втором круге обыграла Тимею Бабош со счётом 6:7(4), 6:4, 6:1. В третьем круге победила американку Софию Кенин — 7:5, 6:2. На стадии четвёртого круга уступила латвийке Анастасии Севастовой со счётом 7:5, 4:6, 2:6. 15 ноября выиграла свой первый турнир после дисквалификации, обыграв в финале турнира в Тяньцзине представительницу Беларуси Арину Соболенко со счётом 7:5, 7:6.
4 января 2018 года в 1/4 финале турнира серии WTA International в китайском Шэньчжэне Шарапова победила казахстанскую теннисистку Зарину Дияс, со счётом 6:3 и 6:3 и вышла в полуфинал, где уступила чешской теннисистке Катерине Синяковой 2:6, 6:3, 3:6. На Australian Open в первом круге обыграла немецкую теннисистку Татьяну Марию 6:1, 6:4. Во втором круге обыграла латвийскую теннисистку Анастасию Севастову 6:1, 7:6 (4). В третьем круге разгромно уступила Анжелике Кербер 1:6, 3:6. На Открытом чемпионате Франции Шарапова дошла до четвертьфинала, где проиграла Гарбинье Мугурусе.
На Открытом чемпионате Австралии по теннису 2019 года, Мария вышла в четвёртый раунд, в котором уступила австралийке Эшли Барти. По ходу турнира россиянка переиграла третью ракетку турнира Каролин Возняцки, а также Ребекку Петерсон из Швеции и Хэрриет Дарт из Великобритании. На Уимблдоне завершила выступления в 1 круге, снявшись в матче против Полин Пармантье. На Открытом чемпионате США проиграла в первом раунде Серене Уильямс 1:6, 1:6; это поражение стало девятнадцатым подряд от Уильямс.
26 февраля 2020 года Мария объявила о завершении карьеры в колонке, опубликованной одновременно в Vogue и Vanity Fair.
В октябре 2024 года стало известно, что в 2025 году Шарапова войдет в Международный зал теннисной славы.

## Выступления за сборную России на Кубке Федерации
Шарапова живёт в США с семи лет, но сохраняет российское гражданство, что позволяет ей выступать за сборную России на Кубке Федерации.
После победы в полуфинале Итогового турнира WTA над Анастасией Мыскиной в 2004 году, Мыскина заявила, что отец Марии постоянно подсказывал дочери по ходу матча, кричал оскорбления в адрес Анастасии. Затем Мыскина сказала, что если Шарапова присоединится к сборной в следующем сезоне, то её самой в сборной больше не будет, а поведение её отца она посчитала некорректным. Ассистентка капитана сборной России на Кубке Федерации Шамиля Тарпищева сказала: «Поведение её отца (на Итоговом турнире) было просто возмутительным». Однако сам Тарпищев решил сгладить конфликт: «Я надеюсь, что все успокоятся, и мы сможем видеть Мыскину, Шарапову, Кузнецову и других в сборной России».
В конце 2005 года Шарапова выразила готовность играть в Кубке Федерации. В апреле 2006 года она собиралась дебютировать за сборную в матче против Бельгии, но затем Мария отказалась играть в этом матче, объяснив эту ситуацию так: «Моё тело ещё не готово к тому, чтобы после двух крупных турниров играть ещё и в Кубке Федерации. Это моё собственное решение, я ни с кем не советовалась, принимая его. Просто необходимо понять и принять — я не способна мгновенно перейти с харда на грунт, на котором состоится матч с Бельгией. Только не надо думать, что я не хочу играть за Россию. У меня русское сердце». Далее Мария не стала играть в апреле 2007 года против Испании и в июле против США из-за травмы. В финале Кубка Федерации 2007 Шарапова лишь поддерживала сборную с трибуны и была спарринг партнёром на тренировках, не играя непосредственно в матче. Это привело многих в сборной к мысли, что Мария посетила финал только для попадания на Олимпийские игры 2008 года в Пекине (для попадания на Олимпийские игры за 4 года нужно минимум дважды сыграть за свою сборную на Кубке Федерации).
Дебют Шараповой в Кубке Федерации состоялся лишь в 2008 году в четвертьфинальном матче против Израиля двумя одиночными поединками, закончившимися победами Марии, благодаря чему сборная России победила сборную Израиля со счётом 4:1. Участие в матче обеспечило Шараповой попадание в Пекин, однако из-за травмы плеча Мария пропустила Олимпийские игры. Планировалось, что россиянка сыграет в финале Кубка Федерации 2008, однако из-за той же травмы плеча теннисистка не приняла участие и в победном для сборной России матче. Однако формально она выиграла вместе со сборной России Кубок Федерации благодаря участию в четвертьфинале.
Во второй раз Шарапова сыграла за сборную России уже в 2011 году в матче против Франции, проиграв свой поединок против Виржини Раззано и не сыграв против Ализе Корне. Вместо Шараповой тот поединок выиграла Анастасия Павлюченкова, общий счёт матча был 3:2 в пользу сборной России. В 2012 году Мария победила Сильвию Солер-Эспиносу в рамках матча России и Испании (3:2 в пользу России) и обеспечила себе участие на Олимпиаде в Лондоне в 2012 году.
В 2015 году сыграла против Урсулы и Агнешки Радваньских в рамках победного для России четвертьфинального матча против Польши. Шарапова не сыграла в полуфинале против Германии, но приняла участие в финале Кубка Федерации 2015, выиграв обе одиночные встречи против Петры Квитовой и Каролины Плишковой в Праге, однако сборная России в итоге проиграла Чехии 2:3. Шарапова не планировала больше играть за сборную, однако по новым правилам теннисистка для попадания на Олимпиаду должна сыграть минимум в трёх матчах за сборную за 4 года. Мария была заявлена на матч против Голландии в 2016 году, не сыграв ни одного матча из-за травмы, что привело к поражению сборной России 1:3. Однако её этот поединок пошёл в зачёт, и она получила право участвовать на Олимпиаде в Рио-де-Жанейро 2016. Но из-за допингового скандала пропустила Олимпиаду.

## Достижения и статистика за карьеру
Достижения:
- Победительница 39 турниров WTA (36 — в одиночном разряде).
- Победительница Уимблдон-2004 в одиночном разряде.
- Победительница Итогового чемпионата WTA (2004) в одиночном разряде.
- Обладательница Кубка Федерации (2008) и финалистка (2015).
- Серебряный призёр Олимпийских игр 2012 года в одиночном разряде[10].
- Финалистка двух юниорских турниров Большого шлема (Открытый чемпионат Австралии, Уимблдон-2002) в одиночном разряде.

## Игровой стиль
Шарапова являлась агрессивным игроком на задней линии с сильными, глубокими и острыми ударами слева и справа. При игре у сетки Мария предпочитает играть drive-volley, придавая мячу верхнее вращение. Шарапова обладает хорошим передвижением по корту, учитывая её рост (188 см). В течение карьеры Шарапова улучшала своё передвижение по корту, оборонительные действия, научилась играть резаные и укороченные удары. Её оборонительная игра была разработана новыми тренерами, и это отражается на её результатах, делая попадание в полуфиналы соревнований обязательным минимумом.
Однако главным «оружием» являлась высокая психологическая устойчивость и боевой дух. Часто выигрывала матчи, уступая по ходу игры с разгромным счётом, отыгрывая матч-боллы (например, в матче против Александры Пановой она уступала в решающем сете 1:4, но смогла переломить ход встречи)
Известна своими криками на корте, их громкость доходит до 105 децибел (во время матча на Уимблдоне в 2009 году). Во время второго круга турнира в Бирмингеме в 2003 году Шарапову попросили кричать «потише» после того, как Натали Дешам жаловалась арбитру. Мария тогда сказала, что её крики — это «естественный инстинкт». Моника Селеш предположила, что крики на корте — это часть тенниса, спортсменки кричат «непроизвольно». Отвечая на вопрос СМИ о её криках, Шарапова призвала СМИ «сконцентрироваться на матче».

### Подача
На раннем этапе своей карьеры Мария обладала мощной первой и второй подачей, данный элемент её игры считался одним из лучших в WTA-туре. Однако в 2007—2008 годах эффективность подачи Шараповой начала неуклонно снижаться. Снизился процент попадания первой подачи, возросло количество двойных ошибок. После травмы, из-за которой Мария выбыла из тенниса в 2008—2009 годах, она некоторое время использовала сокращённое движение при подаче, что сделало подачу Шараповой менее мощной, и хотя она и дальше подавала эйсы, двойных ошибок при подаче стало ещё больше. После раннего поражения на US Open 2009 теннисистка решила вернуться к удлинённому движению, которое напоминало её подачу в первые годы карьеры. Благодаря этому шагу скорость подачи Марии возросла (так, на турнире в Бирмингеме Шарапова подала со скоростью 195 км/ч, что является её личным рекордом).
Однако после операции на плече Шарапова не смогла контролировать свою подачу. Это привело к многочисленным двойным ошибкам, поскольку она не была в состоянии почувствовать, с какой силой она бьёт по мячу. Новое движение привело спортсменку к травме локтя, но под руководством Томаса Хокстеда Мария улучшила свою подачу, однако до сих пор этот компонент игры остаётся самым нестабильным в игре россиянки. Начиная с турнира в Австралии в 2013 году, Шарапова совершила меньше двойных ошибок, чем в предыдущие годы. На Australian Open 2016, в матче четвёртого круга, Шарапова выполнила 21 эйс, что является личным рекордом Марии.

### Покрытия
Поскольку игра Шараповой базируется на силовых и атакующих действиях, в первые годы карьеры она любила играть на траве и на харде, что подтверждали победы на Wimbledon 2004, US Open 2006 и Australian Open 2008. На грунте выступления были менее успешными, при игре на этом покрытии Шарапова чувствовала дискомфорт (по её словам, на грунте она чувствовала себя «коровой на льду» после очередного матча), но теннисистка продолжала попытки прибавить в игре на грунте. В 2010 году Шараповой покорился первый для неё титул на грунте в Страсбурге. Затем одержала победы на грунтовых турнирах в Штутгарте (2012, 2013, 2014), Премьерах в Мадриде (2014) и Риме (2011, 2012, 2015). Но главным достижением на грунте стали победы на Roland Garros 2012 и 2014, а также выход в финал в 2013 году. Кроме того, она стала обладательницей самого высокого процента побед на грунте среди всех действующих игроков (84.25 %).

## Список тренеров
- Юрий Юдкин (01.11.1991 − 01.05.1994)
- Роберт Лэнсдорп (01.09.1998 — 12.09.2005)
- Майкл Джойс[англ.] (19.09.2005 — 09.01.2011)
- Томас Хёгстедт[англ.] (10.01.2011 — 12.07.2013, 24.04.2018 — 2019)
- Джимми Коннорс (13.07.2013 — 15.08.2013)
- Свен Груневелд (21.11.2013 — 23.04.2018)[106]
- Риккардо Пьятти (2019—2020)

## Награды
- Медаль ордена «За заслуги перед Отечеством» II степени (28 апреля 2012) — за активную благотворительную деятельность[107].
- Медаль ордена «За заслуги перед Отечеством» I степени (13 августа 2012) — за большой вклад в развитие физической культуры и спорта, высокие спортивные достижения на Играх XXX Олимпиады 2012 года в городе Лондоне (Великобритания)[108].

## Общественная и благотворительная деятельность
Девять лет являлась послом доброй воли Программы развития ООН. Она основала фонд, который оказывает поддержку ряду проектов в районах, пострадавших от аварии на Чернобыльской АЭС в Беларуси, России и Украине, а также финансирует в Беларуси программу стипендий для студентов — выходцев из таких районов. В апреле 2012 года за активную благотворительную деятельность Шарапова награждена медалью ордена «За заслуги перед Отечеством» II степени. Медаль ордена «За заслуги перед Отечеством» I степени — за большой вклад в развитие физической культуры и спорта, высокие спортивные достижения на Играх XXX Олимпиады 2012 года в городе Лондоне (Великобритания).

## Личная жизнь
В 2005 году недолго встречалась с солистом поп-рок группы Maroon 5 Адамом Левином.
21 октября 2010 года было объявлено о помолвке Шараповой со словенским баскетболистом, выступавшим в НБА, Сашей Вуячичем. В августе 2012 года Шарапова объявила, что они расстались.
В мае 2013 подтвердила информацию о том, что встречается с болгарским теннисистом Григором Димитровым. Летом 2015 они расстались.
19 октября 2018 года опубликовала в своём Instagram фото британского миллионера Александра Гилкса, подтвердив, что состоит с ним в романтических отношениях. В декабре 2020 года состоялась их помолвка. В апреле 2022 сообщила о беременности, 1 июля родила сына Теодора.

## Бизнес
Посол таких брендов, как Nike, Head, Supergroup, Evian, Porsche, Samsung, Colgate, Palmolive, а также бывшим «лицом» брендов TAG Heuer, Avon.

### Sugarpova
В конце 2011 года основала и зарегистрировала во Флориде собственную компанию по производству сладостей под названием Sugarpova.
Sugarpova — это кондитерский бренд, созданный Марией Шараповой и Джеффом Рубином, основателем международной компании IT’SUGAR. Как сказано на официальном сайте бренда: «Sugarpova is a premium candy line that reflects the fun, fashionable, sweet side of international tennis sensation Maria Sharapova» (Sugarpova — это премиальная линейка сладостей, отражающая ироничную, модную, сладкую сторону международной теннисной сенсации Марии Шараповой). В 2012—2015 году компания специализировалась исключительно на производстве мармеладных сладостей.
Агент Шараповой сообщил, что она хочет изменить свою фамилию на Sugarpova в преддверии US Open 2013, но она не стала этого делать.
В феврале 2016 года сообщила, что начала сотрудничать с польской компанией Baron Chocolatier с целью создания премиальной линейки шоколада. Данная линейка появилась в мае 2016 года (перед Roland Garros 2016). Шарапова планирует расширить ассортимент бренда, начав выпускать продукцию для повседневной жизни.
Продукция Sugarpova продаётся в 32 странах мира (в странах Европы, в США и в России). В 2019 году оборот компании составил 20 млн долларов.

### Состояние
По данным «Форбс», в 2004 году заработала 18,2 млн долл. В период с 1 мая 2010 года по 1 мая 2011 была включена в список самых высокооплачиваемых спортсменов по версии журнала. Её доход за этот временной отрезок был оценён в 24,2 млн долл. В 2013 году была в девятый раз подряд признана самой высокооплачиваемой спортсменкой в мире. По данным «Форбс», с июня 2012 года по июнь 2013 года общий доход Шараповой составил $29 млн.
В 2005 году «Форбс» включил Шарапову в число «100 самых влиятельных мировых знаменитостей», она оказалась единственной россиянкой в этом списке.
В ноябре 2009 года возглавила рейтинг самых богатых российских спортсменов по версии журнала «Финанс».
В 2020 году возглавила рейтинг самых оплачиваемых российских спортсменов 2010-х по мнению Forbes.
В 2021 году заняла третье место в рейтинге теннисисток, которые больше всех заработали за свою карьеру. Сумма составила 38 777 962 доллара.

## Факты
- Спортивная форма — Nike, ракетка — Head.
- Отец Юрий ранее сопровождал её во всех поездках и находился на трибуне на всех её матчах. Известны примеры его скандального поведения: пререкания с другими зрителями, грубые выкрики в адрес соперниц дочери. Многие русскоязычные теннисистки, в частности, Анастасия Мыскина, жаловались на его выходки[144].
- В 2006 году была признана самой красивой спортсменкой года по версии журнала Sports Illustrated[145].
- Шамиль Тарпищев вручил Марии Шараповой «Русский кубок» в номинации «Лучшая российская теннисистка 2004—2005» и удостоверение о присвоении звания «Заслуженный мастер спорта РФ».
- Согласно интервью Марии Шараповой, данному итальянскому журналу, она носит обувь 43 размера[146][147].
- Любимое блюдо — сэндвичи с жареным сыром в нью-йоркском отделении Aroma espresso bar[148].
- Максимальная сила крика на корте — 105 децибел (рекорд зафиксирован в 2009 г.), что почти равняется шуму двигателя реактивного самолёта[149].
- Является амбидекстром[150].
- 27-28 июля 2012 года была знаменосцем сборной России (и первой женщиной в этой роли) на церемонии открытия Олимпийских Игр в Лондоне.
- 7 февраля 2014 года приняла участие в церемонии открытия Олимпиады в Сочи, ей был доверен первый участок заключительного этапа эстафеты олимпийского огня, который проходил непосредственно на главном олимпийском стадионе Сочи «Фишт»[151].
- В сентябре 2017 года опубликовала автобиографию на английском языке[152].